# Ndangane
Ndangane mit dem touristisch geprägten Teil Ndangane Campement ist ein Dorf im zentralen Westen Senegals. Es ist Teil der Gemeinde (commune) Fimela im Département Fatick der Region Fatick.

## Geographische Lage
Ndangane liegt sieben Kilometer südlich des Hauptortes Fimela im Gebiet des Saloum-Deltas am rechten westlichen Ufer des von Nord nach Süd durch die Gemeinde Fimela mäandrierenden Marigot de Guilor gegenüber der Insel Mar Lodj. Die weit landeinwärts reichende Gezeitenströmung hat aus dem flachen Küstenhinterland am Unterlauf des Saloum ein weit in die Breite verzweigtes unwegsames amphibisches System von Marigots, Bolons, Inseln und Mangrovenwäldern geschaffen.

## Geschichte
Das Dorf Ndangane war seit 1972 Teil der Landgemeinde (communauté rurale) Fimela und die erhielt 2014, wie in Senegal alle communautés rurales, den landesweit einheitlichen Status einer Gemeinde (commune).

## Bevölkerung
Nach dem Zensus 1988 hatte das Dorf Ndangane 804 Einwohner (Ndangane campement 72 Einwohner). Im Jahr 2013 wurde in Ndangane Sambou von 1711 Einwohnern ausgegangen (Ndangane campement 913 Einwohner).

## Verkehr
Ndangane liegt abseits des Netzes der Nationalstraßen. Eine 41 Kilometer lange asphaltierte Piste, die auf halbem Weg zwischen Mbour und Fatick bei Thiadiaye von der N 1 nach Süden abzweigt, verbindet das Dorf über  den Hauptort Fimela und Diofior mit dem Rest des Landes. In Fimela zweigt eine asphaltierte Piste nach Westen ab und bietet über den Verkehrsknoten Samba Dia eine gute Verbindung zu den touristischen Zielorten Joal-Fadiouth und Palmarin Facao. Ndangane liegt am Ufer des Marigot de Guilor und ist ebenfalls touristisch geprägt. In der Nähe des Dorfes liegt der Aérodrome de Djilor Pout Pout, ein Flugplatz mit einer 1100 Meter langen Piste. Von besonderer Bedeutung für Fischerei und Tourismus ist der Uferkai des Dorfes und des Campements gegenüber der Insel Mar Lodj.

## Wirtschaft
Die Wirtschaft von Ndangane basiert hier am Rande des Saloum-Deltas neben Landwirtschaft, Viehzucht und Imkerei durch die Schiffbarkeit des Marigot de Guilor mit Booten auch auf dem Fischfang sowie der Gewinnung von Meeresfrüchten und Mangrovenprodukten. Durch die Nähe des UNESCO-Welterbes Saloum-Delta mit seinen Natur- und Kulturschätzen ist der Ökotourismus wirtschaftlich von Bedeutung und wird von den zahlreichen in der Region tätigen NGOs und internationalen Organisationen gefördert.